# وادي سانت دينيس أوستا
سان دوني ويطلق عليها (Valdôtain: Sen-Din-ì) وهي كومونا تتبع منطقة وادي أوستا وتقع شمال غرب إيطاليا بالقرب من حُطام قلعة كلاي.